# Список глав городов России с населением более 100 тысяч человек
Список действующих глав крупнейших, крупных и больших городов России с населением больше 100 тыс. человек. Отдельным списком приведены главы административных центров субъектов России с населением меньше 100 тысяч. человек. Список отсортирован по численности населения города на 2016 год. Указаны партии действующих глав и ссылки на обзорные статьи (при их наличии) о главах города.

## Города с населением более миллиона человек (крупнейшие города)
| №  | Город           | Субъект               | Действующий глава              | Партия        | Список глав                           |
| -- | --------------- | --------------------- | ------------------------------ | ------------- | ------------------------------------- |
| 1  | Москва          | Москва                | Собянин, Сергей Семёнович      | Единая Россия | Градоначальники Москвы                |
| 2  | Санкт-Петербург | Санкт-Петербург       | Беглов, Александр Дмитриевич   | Единая Россия | Губернатор Санкт-Петербурга           |
| 3  | Новосибирск     | Новосибирская область | Кудрявцев, Максим Георгиевич   | Единая Россия | Главы Новосибирска                    |
| 4  | Екатеринбург    | Свердловская область  | Орлов, Алексей Валерьевич      | Единая Россия | Список градоначальников Екатеринбурга |
| 5  | Казань          | Татарстан             | Метшин, Ильсур Раисович        | Единая Россия | Градоначальники Казани                |
| 6  | Красноярск      | Красноярский край     | Логинов, Владислав Анатольевич | Единая Россия | Градоначальники Красноярска           |
| 7  | Нижний Новгород | Нижегородская область | Шалабаев, Юрий Владимирович    | Единая Россия | Градоначальники Нижнего Новгорода     |
| 8  | Челябинск       | Челябинская область   | Лошкин, Алексей Александрович  | Единая Россия | Глава Челябинска                      |
| 9  | Уфа             | Башкортостан          | Мавлиев, Ратмир Рафилович      | Единая Россия | Градоначальники Уфы                   |
| 10 | Краснодар       | Краснодарский край    | Наумов, Евгений Михайлович     | Единая Россия | Главы Краснодара                      |
| 11 | Самара          | Самарская область     | Носков, Иван Николаевич        | Единая Россия | Главы Самары                          |
| 12 | Ростов-на-Дону  | Ростовская область    | Скрябин, Александр Юрьевич     | Единая Россия | Главы Ростова-на-Дону                 |
| 13 | Омск            | Омская область        | Шелест, Сергей Николаевич      | Единая Россия | Главы Омска                           |
| 14 | Воронеж         | Воронежская область   | Петрин, Сергей Андреевич       | Единая Россия | Градоначальники Воронежа              |
| 15 | Пермь           | Пермский край         | Соснин, Эдуард Олегович        | Единая Россия | Градоначальники Перми                 |
| 16 | Волгоград       | Волгоградская область | Марченко, Владимир Васильевич  | Единая Россия | Глава Волгограда                      |

## Города с населением 500 тыс. — 1 млн человек (крупные города)
| №  | Город            | Субъект                       | Действующий глава                 | Партия        | Список глав                  |
| -- | ---------------- | ----------------------------- | --------------------------------- | ------------- | ---------------------------- |
| 1  | Саратов          | Саратовская область           | Исаев, Михаил Александрович       | Единая Россия | Главы Саратова               |
| 2  | Тюмень           | Тюменская область             | Афанасьев, Максим Викторович      | Единая Россия | Главы Тюмени                 |
| 3  | Тольятти         | Самарская область             | Сухих, Илья Геннадьевич           | Единая Россия | Градоначальники Тольятти     |
| 4  | Ижевск           | Удмуртская Республика         | Чистяков, Дмитрий Александрович   | Единая Россия | Главы Ижевска                |
| 5  | Барнаул          | Алтайский край                | Франк, Вячеслав Генрихович        | Единая Россия | Градоначальники Барнаула     |
| 6  | Иркутск          | Иркутская область             | Болотов, Руслан Николаевич        | Единая Россия | Мэр Иркутска                 |
| 7  | Ульяновск        | Ульяновская область           | Болдакин, Александр Егорович      | Единая Россия | Главы Ульяновска             |
| 8  | Хабаровск        | Хабаровский край              | Кравчук, Сергей Анатольевич       | Единая Россия | Градоначальники Хабаровска   |
| 9  | Севастополь      | Севастополь                   | Развожаев, Михаил Владимирович    | Единая Россия | Главы Севастополя            |
| 10 | Ярославль        | Ярославская область           | Молчанов, Артём Владимирович      | Единая Россия | Список глав Ярославля        |
| 11 | Владивосток      | Приморский край               | Шестаков, Константин Владимирович | Единая Россия | Градоначальники Владивостока |
| 12 | Махачкала        | Республика Дагестан           | Умавов, Юсуп Джанбекович          | Единая Россия | Главы Махачкалы              |
| 13 | Томск            | Томская область               | Махиня, Дмитрий Александрович     | Единая Россия | Главы Томска                 |
| 14 | Оренбург         | Оренбургская область          | Салмин, Сергей Александрович      | Единая Россия | Главы Оренбурга              |
| 15 | Кемерово         | Кемеровская область — Кузбасс | Анисимов, Дмитрий Викторович      | Единая Россия | Главы Кемерова               |
| 16 | Новокузнецк      | Кемеровская область — Кузбасс | Кузнецов, Сергей Николаевич       | Единая Россия | Главы Новокузнецка           |
| 17 | Рязань           | Рязанская область             | Артёмов, Виталий Евгеньевич       | Единая Россия | Мэр Рязани                   |
| 18 | Астрахань        | Астраханская область          | Редькин, Игорь Анатольевич        | Единая Россия | Главы Астрахани              |
| 19 | Набережные Челны | Республика Татарстан          | Магдеев, Наиль Гамбарович         | Единая Россия | Главы Набережных Челнов      |
| 20 | Пенза            | Пензенская область            | Денисов, Олег Вячеславович        | Единая Россия | Главы Пензы                  |
| 21 | Липецк           | Липецкая область              | Ченцов, Роман Иванович            | Единая Россия | Главы Липецка                |
| 22 | Киров            | Кировская область             | Ковалёва, Елена Васильевна        | Единая Россия | Руководители города Кирова   |

## Города с населением 250—500 тыс. человек (крупные города)
| №  | Город                | Субъект                                  | Действующий глава                    | Партия        | Список глав                   |
| -- | -------------------- | ---------------------------------------- | ------------------------------------ | ------------- | ----------------------------- |
| 1  | Тула                 | Тульская область                         | Беспалов, Илья Ильич                 | Единая Россия | Список градоначальников Тулы  |
| 2  | Чебоксары            | Чувашская Республика — Чувашия           | Кадышев, Евгений Николаевич          | Единая Россия | Главы Чебоксар                |
| 3  | Калининград          | Калининградская область                  | Аминов, Олег Алексеевич              | Единая Россия | Градоначальники Калининграда  |
| 4  | Курск                | Курская область                          | и. о. Котляров, Сергей Александрович | Единая Россия | Главы Курска                  |
| 5  | Улан-Удэ             | Республика Бурятия                       | Шутенков, Игорь Юрьевич              | Единая Россия | Главы Улан-Удэ                |
| 6  | Ставрополь           | Ставропольский край                      | Ульянченко, Иван Иванович            | Единая Россия | Главы Ставрополя              |
| 7  | Балашиха             | Московская область                       | Юров, Сергей Геннадиевич             | Единая Россия | Главы Балашихи                |
| 8  | Магнитогорск         | Челябинская область                      | Бердников, Сергей Николаевич         | Единая Россия | Главы Магнитогорска           |
| 9  | Тверь                | Тверская область                         | Огоньков, Алексей Валентинович       | Единая Россия | Главы Твери                   |
| 10 | Иваново              | Ивановская область                       | Шаботинский, Александр Леонидович    | Единая Россия | Главы Иванова                 |
| 11 | Брянск               | Брянская область                         | Дбар, Марина Валентиновна            | Единая Россия | Главы Брянска                 |
| 12 | Сочи                 | Краснодарский край                       | Прошунин, Андрей Георгиевич          | Единая Россия | Главы Сочи                    |
| 13 | Белгород             | Белгородская область                     | Демидов, Валентин Валентинович       | Единая Россия | Главы Белгорода               |
| 14 | Нижний Тагил         | Свердловская область                     | Пинаев, Владислав Юрьевич            | Единая Россия | Главы Нижнего Тагила          |
| 15 | Владимир             | Владимирская область                     | Наумов, Дмитрий Викторович           | Единая Россия | Главы Владимира               |
| 16 | Архангельск          | Архангельская область                    | Морев, Дмитрий Александрович         | Единая Россия | Главы Архангельска            |
| 17 | Сургут               | Ханты-Мансийский автономный округ — Югра | Слепов, Максим Николаевич            | Единая Россия | Главы Сургута                 |
| 18 | Чита                 | Забайкальский край                       | Щеглова, Инна Сергеевна              | Единая Россия | Главы Читы                    |
| 19 | Калуга               | Калужская область                        | Денисов, Дмитрий Александрович       | Единая Россия | Главы Калуги                  |
| 20 | Симферополь          | Республика Крым                          | Афанасьев, Михаил Сергеевич          | Единая Россия | Главы Симферополя             |
| 21 | Смоленск             | Смоленская область                       | Новиков, Александр Александрович     | Единая Россия | Градоначальники Смоленска     |
| 22 | Волжский             | Волгоградская область                    | Воронин, Игорь Николаевич            | Единая Россия | Главы Волжского               |
| 23 | Курган               | Курганская область                       | Науменко, Антон Анатольевич          | Единая Россия | Глава Кургана                 |
| 24 | Орёл                 | Орловская область                        | Парахин, Юрий Николаевич             | Единая Россия | Главы Орла                    |
| 25 | Череповец            | Вологодская область                      | Маслов, Роман Эдуардович             | Единая Россия | Главы Череповца               |
| 26 | Вологда              | Вологодская область                      | Сапожников, Юрий Владимирович        | Единая Россия | Список руководителей Вологды  |
| 27 | Саранск              | Республика Мордовия                      | Асабин, Игорь Юрьевич                | Единая Россия | Градоначальники Саранска      |
| 28 | Владикавказ          | Северная Осетия — Алания                 | Икаев, Русланбек Кузьмич             | Единая Россия | Главы Владикавказа            |
| 29 | Якутск               | Республика Саха (Якутия)                 | Григорьев, Евгений Николаевич        | Единая Россия | Главы Якутска                 |
| 30 | Мурманск             | Мурманская область                       | врио Лебедев, Иван Николаевич        | Единая Россия | Главы Мурманска               |
| 31 | Подольск             | Московская область                       | Артамонов, Григорий Игоревич         | Единая Россия | Главы Подольска               |
| 32 | Тамбов               | Тамбовская область                       | Косенков, Максим Юрьевич             | Родина        | Главы Тамбова                 |
| 33 | Грозный              | Чеченская Республика                     | Кадыров, Хас-Магомед Шахмомедович    | Единая Россия | Главы Грозного                |
| 34 | Стерлитамак          | Республика Башкортостан                  | Газизов, Рустем Фаритович            | Единая Россия | Главы Стерлитамака            |
| 35 | Петрозаводск         | Республика Карелия                       | Колыхматова, Инна Сергеевна          | Беспартийный  | Градоначальники Петрозаводска |
| 36 | Кострома             | Костромская область                      | Журин, Юрий Валерьевич               | Единая Россия | Градоначальники Костромы      |
| 37 | Нижневартовск        | Ханты-Мансийский автономный округ — Югра | Кощенко, Дмитрий Александрович       | Единая Россия | Главы Нижневартовска          |
| 38 | Новороссийск         | Краснодарский край                       | Кравченко, Андрей Васильевич         | Единая Россия | Главы Новороссийска           |
| 39 | Йошкар-Ола           | Республика Марий Эл                      | Маслов, Евгений Васильевич           | Единая Россия | Главы Йошкар-Олы              |
| 40 | Комсомольск-на-Амуре | Хабаровский край                         | Жорник, Александр Викторович         | ЛДПР          | Главы Комсомольска-на-Амуре   |
| 41 | Таганрог             | Ростовская область                       | Фатеев, Андрей Евгеньевич            | Беспартийный  | Главы Таганрога               |

## Города с населением 150—250 тыс. человек (большие города)
| №  | Город                    | Субъект                       | Действующий глава                   | Партия        | Список глав                        |
| -- | ------------------------ | ----------------------------- | ----------------------------------- | ------------- | ---------------------------------- |
| 1  | Сыктывкар                | Республика Коми               | Голдин, Владимир Борисович          | Единая Россия | Главы Сыктывкара                   |
| 2  | Химки                    | Московская область            | Волошин, Дмитрий Владимирович       | Единая Россия | Главы Химок                        |
| 3  | Нальчик                  | Кабардино-Балкария            | Ахохов, Таймураз Борисович          | Единая Россия | Главы Нальчика                     |
| 4  | Шахты                    | Ростовская область            | Ковалёв, Андрей Владимирович        | Единая Россия | Главы Шахтов                       |
| 5  | Нижнекамск               | Республика Татарстан          | Муллин, Рамиль Хамзович             | Единая Россия | Главы Нижнекамска                  |
| 6  | Братск                   | Иркутская область             | Серебренников, Сергей Васильевич    | Единая Россия | Главы Братска                      |
| 7  | Дзержинск                | Нижегородская область         | Клинков, Михаил Петрович            | Единая Россия | Главы Дзержинска                   |
| 8  | Орск                     | Оренбургская область          | Воробьёв, Артём Олегович            | Единая Россия | Главы Орска                        |
| 9  | Ангарск                  | Иркутская область             | Петров, Сергей Анатольевич          | Единая Россия | Главы Ангарска                     |
| 10 | Благовещенск             | Амурская область              | Имамеев, Олег Гатауллович           | Единая Россия | Главы Благовещенска                |
| 11 | Энгельс                  | Саратовская область           | Таушанкова, Юлия Валерьевна         | Единая Россия | Главы Энгельса                     |
| 12 | Старый Оскол             | Белгородская область          | Жданов, Владимир Николаевич         | Единая Россия | Главы Старого Оскола               |
| 13 | Великий Новгород         | Новгородская область          | Розбаум, Александр Рихардович       | Единая Россия | Градоначальники Великого Новгорода |
| 14 | Королёв                  | Московская область            | Трифонов, Игорь Владимирович        | Единая Россия | Главы Королёва                     |
| 15 | Псков                    | Псковская область             | Ёлкин, Борис Андреевич              | Единая Россия | Главы Пскова                       |
| 16 | Бийск                    | Алтайский край                | Щигрев, Виктор Андреевич            | Беспартийный  | Главы Бийска                       |
| 17 | Мытищи                   | Московская область            | Купецкая, Юлия Олеговна             | Единая Россия | Главы Мытищ                        |
| 18 | Прокопьевск              | Кемеровская область — Кузбасс | Шкарабейников, Максим Александрович | Беспартийный  | Главы Прокопьевска                 |
| 19 | Южно-Сахалинск           | Сахалинская область           | Надсадин, Сергей Александрович      | Единая Россия | Главы Южно-Сахалинска              |
| 20 | Балаково                 | Саратовская область           | Ирисов, Роман Сергеевич             | Единая Россия | Главы Балакова                     |
| 21 | Рыбинск                  | Ярославская область           | Рудаков, Дмитрий Станиславович      | Единая Россия | Главы Рыбинска                     |
| 22 | Армавир                  | Краснодарский край            | Харченко, Андрей Юрьевич            | Единая Россия | Главы Армавира                     |
| 23 | Люберцы                  | Московская область            | Волков, Владимир Михайлович         | Единая Россия | Главы Люберцов                     |
| 24 | Северодвинск             | Архангельская область         | Скубенко, Игорь Васильевич          | Единая Россия | Главы Северодвинска                |
| 25 | Петропавловск-Камчатский | Камчатский край               | Брызгин, Константин Викторович      | Единая Россия | Главы Петропавловска-Камчатского   |
| 26 | Абакан                   | Республика Хакасия            | Лёмин, Алексей Викторович           | Единая Россия | Главы Абакана                      |
| 27 | Норильск                 | Красноярский край             | Карасёв, Дмитрий Владимирович       | Единая Россия | Главы Норильска                    |
| 28 | Сызрань                  | Самарская область             | Лукиенко, Анатолий Евгеньевич       | Единая Россия | Главы Сызрани                      |
| 29 | Волгодонск               | Ростовская область            | Макаров, Сергей Михайлович          | Единая Россия | Главы Волгодонска                  |
| 30 | Новочеркасск             | Ростовская область            | Лысенко, Юрий Евгеньевич            | Единая Россия | Главы Новочеркасска                |
| 31 | Каменск-Уральский        | Свердловская область          | Герасимов Алексей Алексеевич        | Единая Россия | Главы Каменска-Уральского          |
| 32 | Златоуст                 | Челябинская область           | Пекарский, Максим Борисович         | Беспартийный  | Главы Златоуста                    |
| 33 | Уссурийск                | Приморский край               | Корж, Евгений Евгеньевич            | Единая Россия | Главы Уссурийска                   |
| 34 | Электросталь             | Московская область            | Волкова, Инна Юрьевна               | Единая Россия | Главы Электростали                 |
| 35 | Салават                  | Республика Башкортостан       | Миронов, Игорь Геннадьевич          | Беспартийный  | Градоначальники Салавата           |
| 36 | Находка                  | Приморский край               | Магинский, Тимур Владимирович       | Беспартийный  | Руководители Находки               |
| 37 | Альметьевск              | Республика Татарстан          | Нагуманов, Тимур Дмитриевич         | Беспартийный  | Главы Альметьевска                 |
| 38 | Миасс                    | Челябинская область           | Тонких, Григорий Михайлович         | Беспартийный  | Главы Миасса                       |

## Города с населением 100—150 тыс. человек (большие города)
| №  | Город          | Субъект                                  | Действующий глава                                      | Партия                          | Список глав            |
| -- | -------------- | ---------------------------------------- | ------------------------------------------------------ | ------------------------------- | ---------------------- |
| 1  | Керчь          | Республика Крым                          | Брусаков, Святослав Анатольевич                        | Справедливая Россия — За правду | Главы Керчи            |
| 2  | Березники      | Пермский край                            | Казаченко, Алексей Алексеевич                          | Беспартийный                    | Главы Березников       |
| 3  | Рубцовск       | Алтайский край                           | Фельдман, Дмитрий Зайвелевич                           | Беспартийный                    | Главы Рубцовска        |
| 4  | Копейск        | Челябинская область                      | Фалейчик, Андрей Михайлович                            | Единая Россия                   | Главы Копейска         |
| 5  | Пятигорск      | Ставропольский край                      | Ворошилов, Дмитрий Юрьевич                             | Единая Россия                   | Главы Пятигорска       |
| 6  | Красногорск    | Московская область                       | Волков, Дмитрий Владимирович                           | Единая Россия                   | Главы Красногорска     |
| 7  | Майкоп         | Республика Адыгея                        | Митрофанов, Геннадий Алексеевич                        | Единая Россия                   | Главы Майкопа          |
| 8  | Коломна        | Московская область                       | Гречищев, Александр Владимирович                       | Беспартийный                    | Главы Коломны          |
| 9  | Одинцово       | Московская область                       | Иванов, Андрей Робертович                              | Единая Россия                   | Главы Одинцова         |
| 10 | Ковров         | Владимирская область                     | Фомина, Елена Владимировна                             | Беспартийный                    | Главы Коврова          |
| 11 | Хасавюрт       | Республика Дагестан                      | Корголиев, Корголи Магомедович                         | Единая Россия                   | Главы Хасавюрта        |
| 12 | Кисловодск     | Ставропольский край                      | Моисеев, Евгений Иванович                              | Единая Россия                   | Главы Кисловодска      |
| 13 | Серпухов       | Московская область                       | Никитенко, Сергей Николаевич                           | Единая Россия                   | Главы Серпухова        |
| 14 | Новомосковск   | Тульская область                         | Пророков, Анатолий Евгеньевич                          | Единая Россия                   | Главы Новомосковска    |
| 15 | Нефтекамск     | Республика Башкортостан                  | Валидов, Эльдар Сергеевич                              | Единая Россия                   | Главы Нефтекамска      |
| 16 | Новочебоксарск | Чувашская Республика — Чувашия           | Пулатов Дмитрий Александрович                          | Единая Россия                   | Главы Новочебоксарска  |
| 17 | Нефтеюганск    | Ханты-Мансийский автономный округ — Югра | Бугай, Эльвира Хакимьяновна                            | Единая Россия                   | Главы Нефтеюганска     |
| 18 | Первоуральск   | Свердловская область                     | Кабец, Игорь Валерьевич                                | Беспартийный                    | Главы Первоуральска    |
| 19 | Щёлково        | Московская область                       | Булгаков, Андрей Алексеевич                            | Единая Россия                   | Главы Щёлкова          |
| 20 | Черкесск       | Карачаево-Черкесия                       | Баскаев, Алексей Олегович                              | Единая Россия                   | Главы Черкесска        |
| 21 | Дербент        | Республика Дагестан                      | Пирмагомедов, Рустамбек Седретдинович                  | Единая Россия                   | Главы Дербента         |
| 22 | Батайск        | Ростовская область                       | Павлятенко, Геннадий Владимирович                      | Беспартийный                    | Главы Батайска         |
| 23 | Орехово-Зуево  | Московская область                       | Панин, Геннадий Олегович                               | Единая Россия                   | Главы Орехово-Зуева    |
| 24 | Невинномысск   | Ставропольский край                      | Миненков, Михаил Анатольевич                           | Единая Россия                   | Главы Невинномысска    |
| 25 | Домодедово     | Московская область                       | Ежокин, Михаил Анатольевич                             | Единая Россия                   | Главы Домодедова       |
| 26 | Димитровград   | Ульяновская область                      | Большаков, Андрей Николаевич                           | Единая Россия                   | Главы Димитровграда    |
| 27 | Кызыл          | Республика Тыва                          | Сагаан-оол, Карим Байлак-оолович                       | Единая Россия                   | Главы Кызыла           |
| 28 | Октябрьский    | Республика Башкортостан                  | Шмелёв, Алексей Николаевич                             | Единая Россия                   | Главы Октябрьского     |
| 29 | Назрань        | Республика Ингушетия                     | Евлоев, Урусхан Хасанович                              | Единая Россия                   | Главы Назрани          |
| 30 | Камышин        | Волгоградская область                    | Зинченко, Станислав Васильевич                         | Единая Россия                   | Главы Камышина         |
| 31 | Обнинск        | Калужская область                        | Леонова, Татьяна Николаевна                            | Беспартийный                    | Главы Обнинска         |
| 32 | Новый Уренгой  | Ямало-Ненецкий автономный округ          | Воронов, Андрей Валерьевич                             | Беспартийный                    | Главы Нового Уренгоя   |
| 33 | Каспийск       | Республика Дагестан                      | Гонцов, Борис Иванович                                 | Беспартийный                    | Главы Каспийска        |
| 34 | Муром          | Владимирская область                     | Рычков, Евгений Евгеньевич                             | Единая Россия                   | Градоначальники Мурома |
| 35 | Раменское      | Московская область                       | Неволин, Виктор Валентинович                           | Единая Россия                   | Главы Раменского       |
| 36 | Новошахтинск   | Ростовская область                       | Бондаренко, Сергей Алексеевич                          | Единая Россия                   | Главы Новошахтинска    |
| 37 | Жуковский      | Московская область                       | Прохоров, Юрий Вячеславович                            | Единая Россия                   | Главы Жуковского       |
| 38 | Северск        | Томская область                          | Диденко, Николай Васильевич                            | Беспартийный                    | Главы Северска         |
| 39 | Пушкино        | Московская область                       | Красноцветов, Максим Валерьевич                        | Беспартийный                    | Главы Пушкина          |
| 40 | Ноябрьск       | Ямало-Ненецкий автономный округ          | Романов, Алексей Викторович (государственный служащий) | Беспартийный                    | Главы Ноябрьска        |
| 41 | Евпатория      | Республика Крым                          | Демидова, Елена Михайловна                             | Беспартийный                    | Главы Евпатории        |
| 42 | Ессентуки      | Ставропольский край                      | Некристов, Александр Юрьевич                           | Единая Россия                   | Главы Ессентуков       |
| 43 | Елец           | Липецкая область                         | Боровских, Евгений Вячеславович                        | Беспартийный                    | Главы Ельца            |
| 44 | Ачинск         | Красноярский край                        | Титенков, Игорь Петрович                               | Беспартийный                    | Главы Ачинска          |
| 45 | Артём          | Приморский край                          | Квон, Вячеслав Васильевич                              | Единая Россия                   | Главы Артёма           |
| 46 | Сергиев Посад  | Московская область                       | Токарев, Михаил Юрьевич                                | Единая Россия                   | Главы Сергиева Посада  |
| 47 | Арзамас        | Нижегородская область                    | Щелоков, Александр Александрович                       | Единая Россия                   | Главы Арзамаса         |
| 48 | Элиста         | Республика Калмыкия                      | Тепшинов, Шафран Григорьевич                           | Беспартийный                    | Главы Элисты           |
| 49 | Новокуйбышевск | Самарская область                        | Марков, Сергей Васильевич                              | Беспартийный                    | Главы Новокуйбышевска  |
| 50 | Бердск         | Новосибирская область                    | Бурдин, Роман Валерьевич                               | Единая Россия                   | Главы Бердска          |
| 51 | Ногинск        | Московская область                       | Сухин, Игорь Васильевич                                | Единая Россия                   | Главы Ногинска         |
| 52 | Долгопрудный   | Московская область                       | Юдин, Владислав Юрьевич                                | Единая Россия                   | Главы Долгопрудного    |
| 53 | Железногорск   | Курская область                          | Карнаушко Алексей Владимирович                         | Беспартийный                    | Главы Железногорска    |
| 54 | Ханты-Мансийск | Ханты-Мансийский автономный округ — Югра | Ряшин, Максим Павлович                                 | Единая Россия                   | Главы Ханты-Мансийска  |

## Главы административных центров субъектов России с населением меньше 100 тыс.
| № | Город         | Субъект                         | Действующий глава              | Партия        | Список глав          |
| - | ------------- | ------------------------------- | ------------------------------ | ------------- | -------------------- |
| 1 | Магадан       | Магаданская область             | Гришан, Юрий Фёдорович         | Единая Россия | Главы Магадана       |
| 2 | Салехард      | Ямало-Ненецкий автономный округ | Титовский, Алексей Леонидович  | Единая Россия | Главы Салехарда      |
| 3 | Анадырь       | Чукотский автономный округ      | Николаев, Леонид Анатольевич   | Единая Россия | Главы Анадыря        |
| 4 | Биробиджан    | Еврейская автономная область    | Семёнов, Максим Анатольевич    | Единая Россия | Главы Биробиджана    |
| 5 | Горно-Алтайск | Республика Алтай                | Сафронова, Ольга Александровна | Единая Россия | Главы Горно-Алтайска |
| 6 | Магас         | Республика Ингушетия            | Орцханов, Зайт Саитович        | Единая Россия | Главы Магаса         |
| 7 | Нарьян-Мар    | Ненецкий автономный округ       | Белак, Олег Онуфриевич         | Единая Россия | Главы Нарьян-Мара    |

## Комментарии
1. ↑  На территории Крымского полуострова, бо́льшая часть которого  является объектом территориальных разногласий между Россией, контролирующей спорную территорию, и Украиной, в пределах признанных большинством государств — членов ООН границ которой спорная территория находится. Согласно федеративному устройству России, на спорной территории Крыма располагаются субъекты Российской Федерации — Республика Крым и город федерального значения Севастополь. Согласно административному делению Украины, на спорной территории Крыма располагаются регионы Украины — Автономная Республика Крым и город со специальным статусом Севастополь.